# Thomas d'Arcos
Thomas d'Arcos (Roan, 1573 o 1586 - Tunis? després de 1637) també transcrit de Arques o de Arcos i altres variants, va ser un viatger i explorador a la Regència de Tunis. Alguns autors han situat el seu naixement a La Ciutat però aquesta dada no sembla tenir cap base concreta. La seva vida, sobretot pel que fa al període tunisià, es coneix gràcies a la seva correspondència amb les seves amistats intel·lectuals de Provença, parcialment editada per Tamizey de Larroque d'una banda i per Fauris de Saint-Vincens de l'altra.

## Un home d'esperit viatger
Nascut a Normandia, però de família espanyola, de molt jove va anar a París on va esdevenir secretari del cardenal de Joyeuse. Amb aquest molt probablement va viatjar a Itàlia i més endavant, va visitar tot el Mediterrani. Va fer estades, entre altres llocs, a l'Egipte, a Sardenya, on es va casar amb Mariana D'Arcos y Valentin i a la península Ibèrica. Era amic d'Honoré Aycard, amb qui comunicava per carta o quan passava per Toló.

## Espia al servei d'Anglaterra?
L'historiadora Jocelyne Dakhlia ha proposat d'identificar Thomas d'Arcos amb un jove espia a Roan al servei d'Anglaterra, ja al 1591, durant el setge d'aquesta ciutat, i que hauria estat empresonat per aquesta causa a Roan i, més tard, a Anglaterra sempre per raons relacionades amb l'espionatge.

## A la Regència de Tunis
El 1625 va ser fet captiu pels corsaris que el van vendre al mercat de Tunis a un ric propietari. En aquesta època, d'Arcos va començar a escriure's amb Nicolas-Claude Fabri de Peiresc, antiquari de gran fama, que va conèixer a través l'amic comú Honoré Aycard. Peiresc li demanava de manera insistent informes i descripcions pel que feia a les antiguitats així com a la història natural del país i D'Arcos responia prou bé a aquests requeriments. El mateix 1625 va aconseguir recomprar-se però en comptes de tornar a Europa va estimar-se més quedar a la Regència de Tunis. Vivia entre Tunis i Kalaât el-Andalous, des d'on, sovint, visitava Útica. Cap al 1631 o 1632, enamorat d'una jove morisca, es va convertir a l'islam. D'ença s'anomenarà Osman d'Arcos i serà cada cop més proper de les elits tunisenques i rebrà fins i tot una pensió de la cort. Tot i que en aquest període patia de la vista i per mor de la gota, passava el temps escrivint tractats i història, a la vegada que feia traduccions de manuscrits orientals a l'italià i al francès a casa seva, a Tunis, on tenia accés a obres d'autors com ara el geògraf Al-Idrissí.
Va explorar l'interior de la Regència de Tunis mig segle abans que Giovanni Pagni o Giannantonio Corazza. Va descriure monuments antics i inscripcions epigràfiques llatines i púniques de ciutats antigues com ara Thugga o Thignica el 1631, un segle abans de les grans exploracions de Francisco Ximenez de Santa Cathalina, Jean-André Peyssonnel i Thomas Shaw. A més a més, va ser el primer explorador en transcriure un text en líbic, el del Mausoleu libico-púnic de Dougga.
Després de la mort d'Aycard i Peiresc, el 1637, no se sap res més de la seva vida.

## Obra
Els treballs que es citen tot seguit apareixen esmentats a les cartes que envia a Peiresc. Només el segon d'aquesta llista sembla haver estat publicat.
- Memorial para principes ou Mémorial sur le gouvernement des princes (abans de 1628).

- Observations du sr Thomas d'Arcos faictes en Afrique près de Thunis (1631).
- Défense de la foi chrétienne contre les musulmans (1632). On, de fet, no critica els musulmans. A més, coincidint amb la publicació es converteix a l'Islam.
- La Relation africaine (1633).
- Une relation de la musique des Turcs et des Mores envoyée a Peiresc le 30 juin 1633.
- Mémoires sur les poids et mesures usités en Barbarie envoyé a Peiresc le 30 juin 1633.
- Catalogue des plats et vases qu'on use en Barbarie envoyé a Peiresc le 30 juin 1633.
- Histoire du commencement et premier âge du monde depuis la création jusqu'à Abraham, ou Histoire de la plantation du monde.
- Histoire des Ottomans, en langue espagnole, commencée vers 1627.
- Une vie d'Alexandre et de ses successeurs.
- Un petit traité des lois envoyé a Peiresc le 19 octobre 1636.
- Les lettres.

## Posteritat
El 1995, Assia Djebar va publicar la novel·la històrica Vaste est la prison parcialment basada en la seva vida.
Les inscripcions antigues contingudes als seus escrits han estat utilitzades als reculls epigràfics més importants, des de les Miscellanea de Jacob Spon fins al volum VIII del CIL establert per Gustav Wilmanns.